# فحص الخلفية
فحص الخلفية (فحص المعلومات الاساسية) هي عملية يستخدمها الشخص أو الشركة كي يتحققوا من ان الشخص المتقدم هو نفسه، وتوفر هذه العملية الفرصة للتأكد من سجله الجنائي أو تعليمه أو سجله الوظيفي وانشطة أخرى حدثت في الماضي حتى تثبت جدارته. التكرار أو الهدف أو شرعية فحص الخلفية تتفاوت بين الدول والصناعات والافراد. فحص الخلفية للتوظيف يحدث بشكل نموذجي عندما يتقدم شخص ما لوظيفة، لكنه يمكن ان يحدث في أي وقت يعتبره صاحب العمل ضرورة. العديد من الوسائل تستخدم لاكمال هذا الفحص، من البحث في قاعدة البيانات الشاملة وحتى المعرفين الشخصيين.

## الهدف
فحوصات الخلفية غالبا ما يطلبها اصحاب العمل من المتقدمين للوظائف خلال عملية التوظيف، خاصةً للمترشحين عن مراكز وظيفية تتطلب حماية عالية المستوى أو مركز ثقة، مثل المدارس أو المحاكم أو المستشفيات أو المؤسسات المالية أو المطارات أو المنشئات الحكومية. هذه الفحوصات تدار تقليديا بواسطة وكالات حكومية مقابل رسوم رمزية، ولكن يمكن أيضًا إدارتها من قبل شركات خاصة. نتائج فحص الخلفية تشمل بشكل نموذجي الخبرات الوظيفية السابقة أو تاريخ الارصدة والتاريخ الجنائي. الهدف من فحوصات الخلفية هو التأكد من امن وسلامة الموظفين والمؤسسة.
فحوصات الخلفية غالباً ما تستخدم بواسطة أصحاب العمل للحكم على الأخطاء الماضية للمرشحين في العمل والشخصية واللياقة، لتحديد المخاطر المحتملة لاستخدام المرشح وذلك لأسباب الأمن والحماية.لأسباب تتعلق بالسلامة والأمن. الفحوصات الخلفية أيضا تستخدم للموظفين الحكوميين المحتملين حتى يتم اعطائهم تصريح أمني. على أية حال، هذه الفحوصات يمكن استخدامها لأغراض غير شرعية، مثل التمييز غير القانوني (أو التمييز في التوظيف)، وسرقة الهوية، وانتهاك الخصوصية.
الفحوصات بشكل متكرر تستخدم للتأكد من المعلومات الموجودة في طلب التوظيف أو لتلخيص السيرة الذاتية / السيرة الذاتية. إحدى هذه الدراسات أظهرت أن نصف جميع معلومات الفحوصات تم أداؤها على الموظفين مستقبليين أختلفت بين ما قدمه المرشح وما أبلغ عنه المصدر. وأيضا يمكن استخدامها كأسلوب اضافي للتميز بين الموظفين المحتملين واختيار الشخص الذي يشعر صاحب العمل أنه يناسب المركز الوظيفي. أصحاب العمل لديهم التزام بالتأكد من أن بيئة العمل آمنة لجميع الموظفين ويمنع حدوث مشاكل وظيفية في مكان العمل.
في الولايات المتحدة، يتطلب قانون برادي فحص جنائي لأولئك الذين يرغبون في شراء مسدسات من تجار الأسلحة النارية المرخصين.رخص الأسلحة النارية المحددة (مثل المدافع الرشاشة)، اجهزة ازالة التشويش، والمتفجرات أو كميات كبيرة من المواد الكيميائية، وتصاريح الأسلحة الخفية هي أيضًا عمليات فحص جنائية. هذه الفحوصات مطلوبة أيضًا لأولئك الذين يعملون في وظائف ذات شؤون أمنية خاصة، مثل النقل بالشاحنات وموانئ الدخول والمطارات (بما في ذلك النقل الجوي). توجد قوانين تمنع أولئك الذين لا يجتازون فحصًا جنائيًا من العمل في وظائف تشمل كبار السن أو المعاقين أو الأطفال.

## فحص ما قبل التوظيف
فحص ما قبل التوظيف يشير لعملية التحقيق في خلفية الموظفين المحتملين وعادة ما يستخدم للتحقق من مطالب المترشحين للعمل بالإضافة لاكتشاف أي تاريخ إجرامي محتمل أو مطالبات تعويض العمال أو عقوبات صاحب العمل.

### المملكة المتحدة
على صاحب العمل التعامل مع جميع المعلومات الشخصية للمتقدم بشكل سري. يجب على مقدم الطلب استلام نسخة من الخلفية للتأكد أو تحديث المعلومات الظاهرة في فحص الخلفية. صاحب العمل لا يستطيع الاحتفاظ بالمعلومات أكثر من اللازم. على صاحب العمل ان يعطي مدونة قاعدة السلوك لاي شخص يتعامل مع معلومات مقدم الطلب. على الشركة أن تخضع للتدقيق للتأكد من أنها تمتثل لحماية البيانات.
قيود وقوانين فحوصات الخلفية
• فحص السجلات الجنائية: قانون حماية الحريات لعام 2012، قانون تأهيل المجرمين لعام 1974، قانون تأهيل الجناة لعام 1974 وتعديلاته لعام 1975
• القدرة على العمل في المملكة المتحدة: قانون الجنسية واللجوء والهجرة لعام 2006
• قانون المساواة لعام 2010
• قانون حماية البيانات لعام 1998
• البند الثامن من المعاهدة الأوروبية لحقوق الإنسان (وقانون حقوق الإنسان لعام 1998)
منذ بداية الأزمة المالية في 2007-2010 ، تضاعفت مستويات الاحتيال وتوقع بعض الخبراء زيادة في حدتها. شركة Powerchex الإنجليزية المختصة بفحص الخلفية ادعت أن اعداد مقدمي الطلبات الذين يكذبون في طلباتهم يتزايد منذ صيف عام 2007 عندما بدأت الأزمة المالية. في عام 2009، ادعت شركة Powerchex أن ما يقرب من واحد من كل خمسة متقدمين لديه كذبة أو تناقض كبير في طلبه. ما يقرب من نصف (48 ٪) من المنظمات التي لديها أقل من 100 موظف واجهت مشاكل مع الموظفين الذين تم فحصهم. البحث يظهر مدى عدد الإخفاقات التي حدثت في العلاقة بين صاحب العمل والموظف على مر السنين وما هي المخاطر التي تجلبها. عادة ما يكذب المتقدمون حول المهارات الإضافية (85٪)، وتواريخ التوظيف (58٪)، والمسؤوليات (53٪) أو مراكز العمل (28٪). أشارت إدارة الخدمات المالية في دليل الكفاءة والتدريب على ان الشركات المتناغمة يجب ان يكون لديها:
- فعالية في الاجراءات والاخذ بعين لاعتبار مهارة ومعرفة الموظفين المحتملين للدور
- فعالية في اجراءات الحصول على معلومات كافية عن الانشطة وتدريب السابقين
- فعالية في اجراءات التأكد من أن الافراد قد اجتازوا الاختبارات أو حصلوا على اعفاءات لائقة
- فعالية في اجراءات تقييم كفاءة الافراد لوظائف المبيعات

الاهداف القانونية لسلطة الخدمات المالية:
1. حمالية المستهلكين
2. الحفاظ على ثقة السوق
3. تحسين الوعي العام
4. التقليل من الجرائم المالية

### هولندا
مسؤولية صاحب العمل في التعامل مع المعلومات الشخصية المأخوذة من الموظف كمعلومات سرية وتحديد امكانية الوصول إلى هذه المعلومات داخل المؤسسة. لا يسمح لصاحب العمل الاحتفاظ بمعلومات المتقدم للوظيفة وعليه ان يقوم باجراءات وقائية في حال اختراق هذه البيانات. يجب على صاحب العمل ان يعطي الموظف فرصة للوصول إلى معلوماتهم الشخصية. يجب اعلام إدارة حماية البيانات الهولندية بفحوصات الخلفية.
قوانين وقيود فحوصات الخلفية
• قانون حماية البيانات لعام 2001
• قانون التعامل بمساواة لعام 1994
• قانون البيانات العدلية والسجلات الجنائية لعام 2004
• قانون الاختبارات الطبية لعام 1998
• المادة الثامنة من الاتفاقية الأوروبية لحقوق الإنسان

### بولندا
ان أول بحث بولندي في قضية فحص ما قبل التوظيف اظهر ان 81% واجهوا ظاهرة الاكاذيب في السيرة الذاتية للمترشحين للوظائف. مسؤولية صاحب العمل هي جمع المعلومات وحمايتها كي يطلع عليها أناس محددين في المؤسسة. المتقدم للعمل عليه ان يتلقى نسخة من فحص الخلفية حتى يكون لديه الفرصة للتأكد من ان المعلومات الواردة فيها صحيحة. صاحب العمل لا يمكنه الاحتفاظ بالمعلومات الشخصية أكثر مما يحتاج.
قوانين وقيود فحوصات الخلفية
• الدستور البولندي بتاريخ 2 أبريل 1997
• المادة 8 من الاتفاقية الأوروبية لحقوق الإنسان
• قانون 26 يونيو 1974 بشأن قانون العمل
• قانون السجلات الجنائية الوطنية لتاريخ 24 مايو لعام 2000
• قانون الصندوق الاجتماعي للشركات بتاريخ 4 مارس 1994
• قانون 29 أغسطس 1997 بشأن حماية البيانات الشخصية
• نظام وزارة العمل والسياسة الاجتماعية بتاريخ 28 مايو 1996

### الولايات المتحدة الأمريكية
يجب على صاحب العمل ان يحصل على اقرار من مقدم الطلب لمنح الموافقة على فحص الخلفية. على صاحب العمل ان يكون متوافقًا لقانون عدالة الاستعلامات الائتمانية.  على أصحاب العمل ان يتضمن عدم التمييز ضد مقدم الطلب.
الجدير بالذكر أن قانون عدالة الاستعلامات الائتمانية (FCRA) ينظم استخدام تقارير المستهلك (والتي تعرف بأنها المعلومات التي يتم جمعها أو الواردة من حالات الطرف الثالث) التي تتعلق بالقرارات المعاكسة، تنبيهات مقدم الطلب، حماية السجلات تدميرها إذا استخدم تقرير المستهلك كسبب لقرار توظيف سلبي، فيجب أن يُقدم «كشف عن الإجراء السلبي» ونسخة من ملخص حقوق قانون عدالة الاستعلامات الائتمانية «رسالة تنبيه للقرار السلبي». للعلم بمصدر أي معلومات استخدمت ضدهم ويشمل ذلك شركة اعداد التقارير الائتمانية. يجب أيضا على الموظف الموافقة حتى يحصل صاحب العمل من الحصول على التقرير الائتماني.
قيود وقوانين فحص الخلفية
- سجلات التوقيف والإدانة: الباب السابع من قانون الحقوق المدنية لعام 1964 ؛ كال. مختبر. الرمز § 432.7 ؛ كال. مختبر. الرمز § 432.8 ؛ كال. قلم جاف. الرمز § 290.46 (ك) (2)؛ 775 لجنة القانون الدولي 5 / 2-103 ؛ قانون فرص العمل للمتقدمين المؤهلين، 820 ILCS 75/15 ؛ تصحيح نيويورك. القانون رقم 752 ؛ NY Exec. القانون § 296 (15)، (16)؛ 18 باسكال § 9125
- الشيكات الائتمانية / المالية: قانون وكالات الإبلاغ عن ائتمان المستهلك، كال. Civ. القانون § 1785.13 ؛ كال. مختبر. الرمز § 1024.5 ؛ 820 ILCS 70/10 • الفحوصات الصحية / الفحص الطبي: قانون الأمريكيين ذوي الإعاقة، 42 USC § 12101، وما يليها؛ قانون عدم التمييز في المعلومات الجينية، 42 USC § 2000ff، et seq. كال. مختبر. الكود § 132 أ
- وسائل التواصل الاجتماعي: Cal. مختبر. الرمز § 980 ؛ 820 لجنة القانون الدولي 55/10 (أ)
- التخلص من السجلات: 16 CFR Part 682 • حفظ الدفاتر: 29 CFR Part 160
- السجلات / المعلومات التي تم الحصول عليها من وكالات الإبلاغ عن المستهلك، بما في ذلك على سبيل المثال لا الحصر سجلات التعليم والعمل، والسجلات الائتمانية والمالية، ووسائل التواصل الاجتماعي: قانون الإبلاغ الائتماني العادل، 15 USC § 1681، وما يليها؛ قانون وكالات إعداد تقارير الائتمان الاستهلاكي، كال. Civ. القانون § 1785.13 (أ) (6)؛ قانون وكالات إبلاغ المستهلك الاستقصائي، كال. Civ. القانون § 1786.18 (أ) (7)؛ كال. Civ. الرمز § 1786.53
- الانتماء السياسي: DC Code §2-1402.11؛ الحكمة. ستات. آن. § 111.321
- اختبارات جهاز كشف الكذب: قانون حماية جهاز كشف الكذب للموظفين، 29 USC §§ 2002، 2006 ؛ كال. مختبر. الرمز § 432.2 ؛ 225 لجنة القانون الدولي 430 / 14.1 ؛ مختبر نيويورك. القانون §§ 733-739 ؛ 18 باسكال § 7321

#### فلوريدا
الفصل الخامس والأربعون، الفرع 768.095 من القانون الاساسي لولاية فلوريدا هو قانون يسمح لأصحاب العمل السابقين بالكشف عن معلومات الموظفين لصاحب العمل المستقبلي الذي يحمي أصحاب العمل من طلبات التوظيف المهملة . يستخدم أصحاب العمل هذه المعلومات المفصح عنها من أصحاب العمل السابقين عندما لا يوفر فحص الخلفية معلومات كافية عن الموظف. على أصحاب العمل التحقق من ان هذه المعلومات صحيحة لانها إذا كانت خاطئة فيكون صاحب العمل قد انتهك الحقوق المدنية للموظف.

### البرازيل
النظام القانوني في البرازيل يحرم التمييز ضد البشر . العديد من الناس يعتبرون فحوصات الخلفية تمييزية.
اللوائح والقوانين المتعلقة بفحوصات الخلفية
• الدستور البرازيلي، المادة 3، 4
• الدستور البرازيلي، المادة 5، 10
• الدستور البرازيلي، المادة 7، الحادي والثلاثون
• القانون رقم 9.029/95

## طرق الحصول على فحوصات الخلفية
هناك العديد من البحوث الاستقصائية التي يمكن أن يستخدمها أصحاب العمل المحتملين. العديد من المواقع التجارية تعرض بحوث نوعية لأصحاب العمل مقابل رسوم. خدمات كتلك ستؤديالفحوصات بالفعل، وستزود الشركة باشعارات الإجراءات السلبية، وتضمن الامتثال خلال هذه العملية. من المهم أن تكون انتقائيًا بخصوص وكالة فحص ما قبل التوظيف التي عليك استخدامها. ستحافظ الشركة الشرعية على سياسة فحص الخلفية وستوضح العملية. العديد من أصحاب العمل يختارون البحث في السجلات الأكثر شيوعًا مثل السجلات الجنائية وسجلات القيادة والتحقق من التعليم. بحوث أخرى تصبح شائعة بشكل متزايد مثل سجل مرتكبي الجرائم الجنسية، والتحقق من بيانات الاعتماد، وتقييم المهارات، والتحقق من المعرفين الشخصيين، وتقارير الائتمان، وعمليات بحث قانون باتريوت أصبحت شائعة بشكل متزايد. الشركات الكبيرة تميل للاستعانة بمصادر خارجية أكثر من نظيراتها الأصغر - يبلغ متوسط حجم الموظفين للشركات التي تستعين بمصادر خارجية 3,313 مقارنة بـ 2,162 لأولئك الذين يقومون بإجراء فحوصات داخلية. حصلت شركات الخدمات المالية على أعلى نسبة من المستجيبين الذين يقومون بالاستعانة بخدمات المصادر الخارجية، مع قيام أكثر من ربعهم (26٪) بذلك، مقارنةً بمتوسط اجمالي الذي يبلغ 16٪ للذين دققوا بمصدر خارجي. أظهرت صناعة البناء والعقارات اقل مستوى من الاستعانة بمصادر خارجية، حيث قامت 89٪ من هذه الشركات في العينة بإجراء فحوصات داخلية، مما جعل المتوسط الإجمالي 16٪. يمكن لهذا ان يزداد عبر الزمن. الشركات التي تختار الاستعانة بمصادر خارجية عليها التأكد من استخدام شركات تحترم قانون عدالة الاستعلامات الائتمانية (FCRA). الشركات التي تفشل في استخدام شركة متوافقة مع FCRA قد تواجه مشاكل قانونية. كقاعدة عامة، قد لا يتخذ اصحاب العمل إجراء سلبي ضد مقدم الطلب أو الموظف (عدم توظيفهم أو فصلهم من العمل)، فقط على أساس النتائج التي تم الحصول عليها من البحث في قاعدة البيانات. تخالف بحوث السجلات الاصلية (البحث في سجلات دار القضاء في البلد الفعلي), هي بشكل ملاحظ غير صحيحة، وتحتوي على معلومات غير كاملة وعفا عليها الزمن، ويجب استخدامها فقط كشبكة امان اضافية عند إجراء فحص الخلفية . فشل صاحب العمل باتباع القواعد الارشادية لقانون عدالة الاستعلامات الائتمانية قد ينتج عنه عقوبات كبيرة.

## السجلات الجنائية
في الولايات المتحدة، يستطيع صاحب العمل استخدام السجلات الجنائية كتحقق طالما لا يميز على أساس العرق أو اللون أو الدين أو الجنس أو الأصل القومي، كما تم تحليله تحت اطارات التأثير والتعامل المتفاوت. هناك العديد من أنواع بحوث في السجلات الجنائية المتاحة لأصحاب العمل، بعضها أكثر دقة وحداثة من أخرى . وكالات فحص الخلفية «الطرف الثالث» لا تستطيع ضمان دقة معلوماتها، وبالتالي فإن العديد منها لديها سجلات ناقصة أو سجلات غير دقيقة. الطريقة الوحيدة لإجراء فحص دقيق للخلفية هي الذهاب مباشرة إلى الولاية. في معظم الأوقات يعتبر استخدام خيار الولاية أرخص بكثير من استخدام وكالة «طرف ثالث». العديد من المواقع الالكترونية تعرض فحص خلفية فوري، حيث تقوم بالبحث في مجموعة من قواعد البيانات التي تحتوي على معلومات محلية مقابل رسوم. البحوث «الفورية» هذه تنتج عن العديد من المصادر، تبدأ من المحكمة على مستوى الولاية وسجلات التأديب إلى سجلات إنفاذ القانون التي تنبع عادةً من مكاتب تنفيذ القانون في المقاطعة أو المترو. هناك أيضًا قواعد بيانات أخرى - من نوع البحوث الجنائية، مثل مستودعات الولاية والملف الجنائي الوطني. أحد البحوث الجنائية شائعة الاستخدام من قبل أصحاب العمل الذين يستعينون بمصادر خارجية هو البحث الجنائي في الإقليمي.

## وسائل التواصل الاجتماعي
يستطيع أصحاب العمل استخدام وسائل التواصل الاجتماعي كأداة لإجراء فحص الخلفية لمقدم الطلب. يمكن لصاحب العمل التحقق من حسابات مقدم الطلب على Facebook وTwitter وLinkedIn ليتأكد من سلوك مقدم الطلب خارج نطاق العمل. يُحظر على أصحاب العمل في الولايات المتحدة قانونًا مراعاة أي شيء يكتشفونه حول الحالة الاجتماعية للشخص، أو توجهه الجنسي، أو دينه، أو آرائه السياسية عند اتخاذ القرار النهائي بتوظيف مقدم الطلب أو عدم توظيفه.

## فحوصات المعرفين الشخصيين
أصحاب العمل قد يتحرون عن الوظائف السابقة للتأكد من صحة معلومات الوظيفة والرواتب. أكثر الفحوص شدة قد تشمل إجراء مقابلات مع أي شخص يعرف مقدم الطلب أو يعرفه مسبقًا - مثل المعلمين والأصدقاء وزملاء العمل والجيران وأفراد الأسرة؛ على اية حال، تحري الإشاعة في فحوصات الخلفية يمكن ان يعرض الشركات لدعاوى قضائية. تتجه عمليات التحقق من التوظيف والمعرفين الشخصيين السابقين نحو التوحيد القياسي مع معظم الشركات من أجل تجنب الدعاوي المكلفة ماديا. تلك عادة تتراوح بين الاثباتات الشفوية البسيطة للوظائف والإطار الزمني السابق، مثل المناقشات حول الأداء والأنشطة والإنجازات والعلاقات مع الآخرين. يتم التحقق من التجارب السابقة والشركات التي قدمت هذه التجارب والبحث فيها للكشف عن عمليات الاحتيال.

## التحقق من صحة الهوية والعنوان
احتيال (رقم الضمان الاجتماعي) قد يكون دلالة على انتحال الشخصية، الادعاءات الكاذبة عن حالة المواطنة، أو إخفاء «الحياة الماضية». عادةً ما تقوم شركات فحص الخلفية بإجراء تتبع للضمان الاجتماعي لتحديد اين عاش مقدم الطلب أو الموظف. أصبح توظيف العمال غير الموثقين قضية متصاعدة للشركات الأمريكية منذ تأسيس وزارة الأمن الداخلي وقسم الهجرة والجمارك (ICE)، حيث أجبرت حملات الهجرة أصحاب العمل ان يأخذوا بعين الاعتبار شمول حالة العمل القانونية كجزء من عملية فحص الخلفية . على جميع أصحاب العمل الاحتفاظ بوثائق نموذج I-9 الحكومية لجميع الموظفين، وبعض الولايات تفرض استخدام برنامج التحقق الإلكتروني الفيدرالي للبحث في حالة عمل أرقام الضمان الاجتماعي. بازدياد القلق حول قضايا الحق في العمل، تنتشر العديد من شركات الاستعانة بمصادر خارجية في السوق للمساعدة في حوسبة وتخزين وثائق النموذج I-9.

## الفحص الائتماني
يتم إجراء عمليات فحص الائتمان للمتقدمين الذين يتقدمون للوظائف التي تتعامل مع السجلات المالية أو تتعامل مع الكثير من المال. على سبيل المثال، في ولاية إلينوي، يمكن لأصحاب العمل استخدام التاريخ الائتماني لمقدم الطلب، فقط إذا تم اعتبار مجموع النقاط الائتماني مرضيا. يجب أيضا على الأفراد إعطاء الموافقة من أجل حصول صاحب العمل على تقرير ائتماني. تقارير ائتمان ما قبل التوظيف لا تشمل مجموع النقاط الائتماني . سيظهر تقرير ائتمان ما قبل التوظيف في تقرير ائتمان الفرد على أنه «استفسار بسيط» ولا يؤثر على درجة ائتمان الفرد.

## الخلافات
اختبارات الإدمان والفحوصات الائتمانية للتوظيف هي ممارسات مثيرة للجدل بشكل كبير. وفقًا لـ مقاصة حقوق الخصوصية، وهو مشروع لشبكة عمل خدمة المستهلكين (UCAN): «بينما لا يقلق البعض بشأن التحقيقات في معلوماتهم الاساسية، اخرون غير مرتاحين لفكرة تطفل المتحرين لتاريخهم الشخصي . الفحوصات العميقة قد تكشف معلومات خارج الموضوع، أو مأخوذة خارج السياق، وقد تفهم بشكل خاطئ. قلق اضافي يتمثل في احتمالية احتواء التقرير معلومات غير قانونية للاستخدام لأغراض التوظيف أو قد تكون من مصادر مشكوك فيها».
في مايو عام 2002، قامت خطوط Northwest Airlines الجوية باجراء فحوصات غير مناسبة وظاهرية لما بعد التوظيف وتلك كانت سببا لدعوى قضائية مدنية بين شركة Northwest و 10,000 ميكانيكي من موظفيها .
في حالة الاعتقال الذي لا يؤدي إلى إدانة، قحوصات التوظيف قد تستمر في شمول سجل الاعتقال لمدة تصل إلى سبع سنوات، حسب البند 605 من قانون عدالة الاستعلامات الائتمانية
لا يحق لوكالات تقارير المستهلكين ان تصدر اية تقارير تتمن التالي . . . الدعاوى المدنية، والأحكام المدنية، وسجلات الاعتقال التي تبدأ من تاريخ الدخول، تبطل التقرير بأكثر من سبع سنوات أو حتى انتهاء صلاحية قانون التقادم، أيهما أطول.
البند الفرعي (ب) ينص على على استثناء إذا كان التقرير ذو علاقة «بتوظيف أي فرد براتب سنوي يساوي، أو يكون مقبول بشكل منطقي أن يساوي 75000 دولار أو أكثر».
بعض الاقتراحات لتقليل أي ايذاء محتمل للمتقدمين للعمل الذين يخلون من أي سوء يشمل
- تزويد المتقدم بنسخة من التقرير قبل إعطائه لصاحب العمل، حتى يتم التعامل مع اية اخطاء . و
- السماح فقط بالإبلاغ عن سجلات الإدانة (وليس الاعتقال).

في نيوزيلندا، الفحوصات الجنائية بقانون السجلات الجنائية (الصفحة البيضاء) لعام 2004 ، والذي يسمح للأفراد بالاخفاء الشرعي للادانات «الأقل خطورة» قانونياً من سجلاتهم بشرط ان لا يدان خلال السبع سنوات الاخيرة.

في ميشيغان، تم انتقاد الفحوصات الجنائية بسبب قضية حديثة حيث تمكن المشتبه في إطلاق النار من اجتياز فحص مكتب التحقيقات الفدرالي FBI لشراء بندقية على الرغم من أنه فشل في فحص رخصة الولاية لاقتناء سلاح ناري . وفقا للمتحدث باسم دائرة الشرطة المحلية، 
 «... يمكن أن يكون لديك تاريخ جنائي نظيف بالرغم من اتصالك المباشر ببعض العقوبات القانونية التي لا ترتقي لمستوى الاعتقال أو الإدانة [التي يمكن استخدامها] لرفض تصريح سواء كان أو لم تشمل الاعتقالات قد تظهر في التاريخ الجنائي». 
 ا حملة برادي لمنع العنف المسلح انتقدت السياسة الفيدرالية، والتي تنفي الحقوق الدستورية اعتمادا على فحص جنائي فقط إذا تم اتهام الشخص بارتكاب جريمة.